# Герб Зінькова
Герб Зінько́ва — один з офіційних символів міста Зінькова Полтавської області затверджений рішенням Зіньківської міської ради.

## Опис
Представлений герб являє собою французький щит, проте нині він виконаний у формі іспанського щита.
Герб являє собою щит, в лазуровому полі якого срібний місяць рогатий і поставлений в нього золотий хрест, а у горішніх кутах щита дві шестикутні срібні зірки. Цей герб використовувався ще за часів Російської імперії і був затверджений 4 червня 1782 року.

Історичний герб Зінькова від 4 червня 1782 року